# Oude Dom van Linz
De Oude Dom (Alte Dom) is de rooms-katholieke kerk in het Rathausviertel van de Opper-Oostenrijkse stad Linz. De barokke kerk werd tussen 1669 en 1678 gebouwd en staat eveneens bekend onder de naam Ignatiuskerk. De architect van het bouwwerk is onbekend, maar het ontwerp wordt toegeschreven aan Pietro Francesco Carlone in samenwerking met Carlo Antonio Carlone. In de periode 1785-1909 was het de zetelkerk van het bisdom Linz. Sinds de Nieuwe Dom de functie als kathedrale kerk van het bisdom overnam, dragen de jezuïeten weer de zorg voor de Oude Dom.

## Geschiedenis
De Oude Dom werd in het begin gebouwd als een jezuïetenkerk. De eerstesteenlegging vond plaats in 1669 door David Fuhrman. Na een bouwperiode van circa 20 jaar werd het gebouw in 1678 aan Ignatius van Loyola gewijd, de stichter van de orde.
Na de ontbinding van de Jezuïetenorde in 1773 door paus Clemens XIV onder druk van de koningen van Frankrijk, Spanje en Portugal stond de kerk leeg. Keizer Jozef II (1741-1790) dwong per decreet het bisdom Passau de parochies in Opper-Oostenrijk af te staan en stichtte zonder toestemming van Rome het bisdom Linz. Na de bevestiging middels een pauselijke bul van 28 januari 1785 door paus Pius VI werd de hulpbisschop van Passau, Ernest Johann Nepomuk graaf Herberstein, de eerste bisschop van Linz. Die koos in plaats van de geplande stadsparochiekerk voor de nog altijd leegstaande Ignatiuskerk als domkerk.
Tegen het einde van de 19e eeuw was Linz zo gegroeid, dat de domkerk te klein werd. Bisschop Rudigier liet daarom een nieuwe, grotere dom bouwen. Ter onderscheiding van de Nieuwe Dom wordt de kerk daarom Oude Dom genoemd.

## Architectuur en inrichting

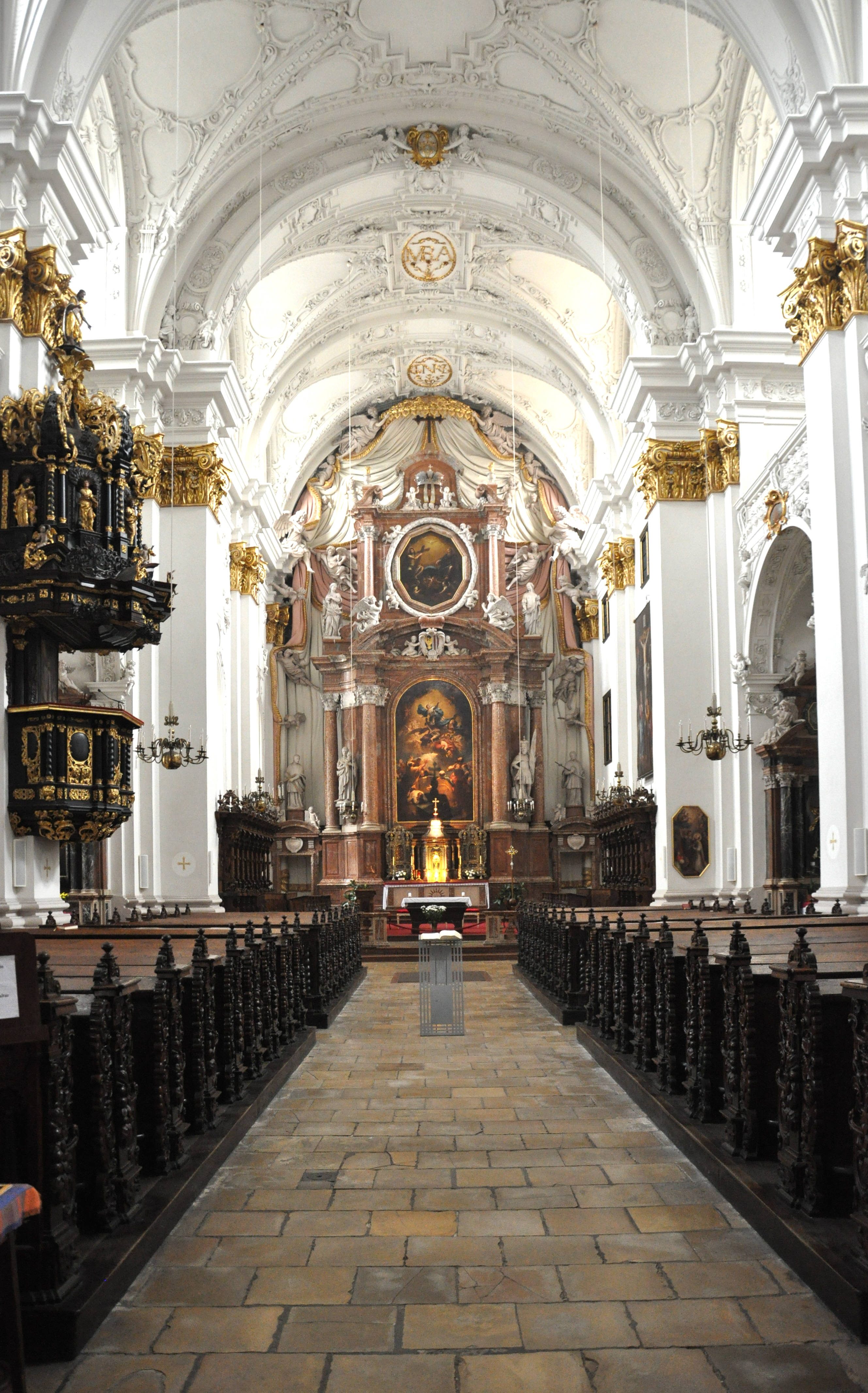
Interieur

#### Hoogaltaar
Het hoogaltaar is een meesterwerk van Giovanni Battista Colombo en Giovanni Battista Baberini. Het centrale schilderij toont de opname van Maria in de hemel. Oorspronkelijk bezat het hoogaltaar een beeltenis van de heilige Ignatius. Het huidige schilderij is afkomstig uit een Weens kerkgebouw.

#### Koorgestoelte
Het koorgestoelte stamt uit het stift Garsten. Het werd in 1633 gemaakt door een Benedictijnse broeder, Michael Obermüller. Bisschop Rudigier verwierf het omdat hij het bestaande koorgestoelte te eenvoudig vond.

#### Kansel
De kansel bezit een bijzonder hoog klankbord. Op de vier hoeken bevinden zich putti en daarboven de vier evangelisten. On het midden bevindt zich Jezus met de wereldbol als Verkondiger van het Evangelie. Een beeld van Johannes de Doper bekroont het klankbord.

#### Orgel
Het orgel is een van de opmerkelijkste Oostenrijkse orgels. Het werd in 1780 door Franz Xaver Krisman voor de stiftskerk Engelszell gebouwd. Vanuit het opgeheven cisterciënzer stift kwam het naar Linz. De verbouwing van het instrument door de orgelbouwfamilie Breinbauer volgde conform de wensen van de componist Anton Bruckner, die van 1855 tot 1868 hier als organist werkte. Ook nadat Bruckner vertrok, kwam hij steeds graag terug naar Linz om op het orgel te spelen. Het sleepladen-instrument bezit 32 registers verdeeld over drie manualen en pedaal. De speel- en registertracturen zijn mechanisch. Een plaquette herinnert aan de tijd dat Anton Bruckner hier werkte als organist.

## Graven
In de kerk bevindt zich het graf van Maria Elisabeth, een dochter van Maria Theresia van Oostenrijk. Tot de opheffing van de orde werden ook alle Jezuïeten hier begraven. Ook tegenwoordig is de domkerk weer de grafkerk voor de jezuïeten en het Collegium Aloisianum op de Freinberg.